# Батура, Дмитрий Игоревич
Дмитрий Игоревич Батура (укр. Дмитро Ігорович Батура; род. 13 июля 1977 года, г. Днепропетровск) — украинский государственный деятель, исполняющий обязанности председателя Днепропетровской областной государственной администрации с 27 июня до 13 сентября 2019 года.

## Биография
Родился 13 июля 1977 года в Днепропетровске.
В 1998 году окончил Днепропетровский государственный институт физической культуры и спорта по специальности «Физическое воспитание и спорт».
После окончания института работал в коммерческой сфере в Днепропетровске. С сентября 1998 года по апрель 2000 года был помощником президента по общим вопросам украинско-британского ЗАО с иностранными инвестициями «Динамо-Силейр», с мая 2000 года по декабрь 2001 года — управляющим делами ООО «Производственно-коммерческое предприятие ЮКОН ЛТД», в январе-феврале 2002 года являлся инструктором-ревизором ООО «Альфа-Днепр», с апреля 2002 года по  июнь 2003 года был управляющим делами ООО «ЮКОН-СЕРВИС ЛТД».
С июля 2004 года по январь 2007 года занимал должность заместителя директора по финансовым вопросам, затем генеральным директором ООО «Парк-Плюс».
В 2007 году окончил Днепропетровский национальный университет по специальности «Финансы».
С июля 2007 года по май 2011 года был директором ООО «КРК Опера».
С феврале по сентябрь 2012 года и с января 2014 года по май 2016 года являлся вице-президентом по финансовым вопросам Днепропетровского областного отделения Национального олимпийского комитета Украины.
С мая 2016 года по февраль 2018 года занимал должность начальника отдела антикоррупционной политики и прав человека аппарата Днепропетровского областного совета.
С февраля 2018 года являлся заместителем председателя Днепропетровской областной государственной администрации.
В 2018 году окончил Днепровский гуманитарный университет по специальности «Право».
27 июня 2019 года назначен временно исполняющим обязанности председателя Днепропетровской областной государственной администрации.